# The Fast and the Furious (phim 2001)
The Fast and the Furious là một phim hành động năm 2001 của đạo diễn Rob Cohen và được viết bởi Gary Scott Thompson và David Ayer. Đây là phần đầu tiên trong loạt phim Fast & Furious và với sự đóng góp của các ngôi sao Paul Walker, Vin Diesel, Michelle Rodriguez, Jordana Brewster, Rick Yune, Chad Lindberg, Johnny Strong và Ted Levine.  The Fast and the Furious  theo chân Brian O'Conner (Walker), một cảnh sát chìm được giao nhiệm vụ khám phá danh tính của một nhóm chuyên cướp ô tô ẩn danh do Dominic Toretto (Diesel) cầm đầu.

## Diễn viên
- Paul Walker trong vai Brian O'Conner: Một sĩ quan LAPD được cử đi xâm nhập vào một nhóm không tặc. Sở thích tình yêu của Mia.
- Vin Diesel trong vai Dominic Toretto: Thủ lĩnh của băng cướp và một tay đua đường phố chuyên nghiệp. Anh ta bị cấm tham gia đua xe chuyên nghiệp sau một cuộc tấn công trả đũa bạo lực nhằm vào người đàn ông đã vô tình giết chết cha của Dominic.
- Michelle Rodriguez trong vai Letty Ortiz:
Một thành viên trong băng của Dominic và bạn gái của anh ta.
- Jordana Brewster trong vai Mia Toretto:
Em gái của Dominic và là chủ sở hữu của cửa hàng tổng hợp Toretto. Mối tình của Brian.
- Rick Yune trong vai Johnny Tran:
Một thủ lĩnh băng đảng người Việt và là đối thủ của Dominic.
- Chad Lindberg trong vai Jesse:
Một thành viên trong băng của Dominic. Rất thông minh với toán học, đại số và máy tính, nhưng anh ấy bị Rối loạn thiếu tập trung.
- Johnny Strong trong vai Leon:
Một thành viên trong phi hành đoàn của Dominic
- Matt Schulze trong vai Vince:
Một thành viên trong phi hành đoàn của Dominic và là bạn thời thơ ấu của anh. Anh ấy có một tình yêu đơn phương dành cho Mia.